# Acerastes pertinax
Acerastes pertinax är en stekelart som först beskrevs av Cresson 1872.  Acerastes pertinax ingår i släktet Acerastes och familjen brokparasitsteklar. Inga underarter finns listade i Catalogue of Life.